# Marie Brechbühl
Marie Brechbühl (Burgdorf, 26 maart 1857 - Genève, 21 oktober 1933) was een Zwitserse pedagoge.

## Biografie
Marie Brechbühl was een gediplomeerde lerares die was ingewijd in de theorieën van Friedrich Fröbel. In 1875 nam ze in Genève een bescheiden schooltje over met slechts een dozijn leerlingen. Haar school kende evenwel succes en was na enige tijd genoodzaakt te verhuizen. Hoewel zij protestants was, stond haar school open voor kinderen van alle overtuigingen. Ze was een van de eersten die in Genève gemengde klassen inrichtte. Haar pedagogie was gebaseerd op ervaring en een bijzondere aandacht voor ieder specifiek kind, eerder dan op grote theorieën. Zij was eveneens medeoprichtster van de Union des femmes de Genève, ofwel de Geneefse vrouwenvereniging. De École Brechbühl bestaat tot op heden.